# Petra Berndt

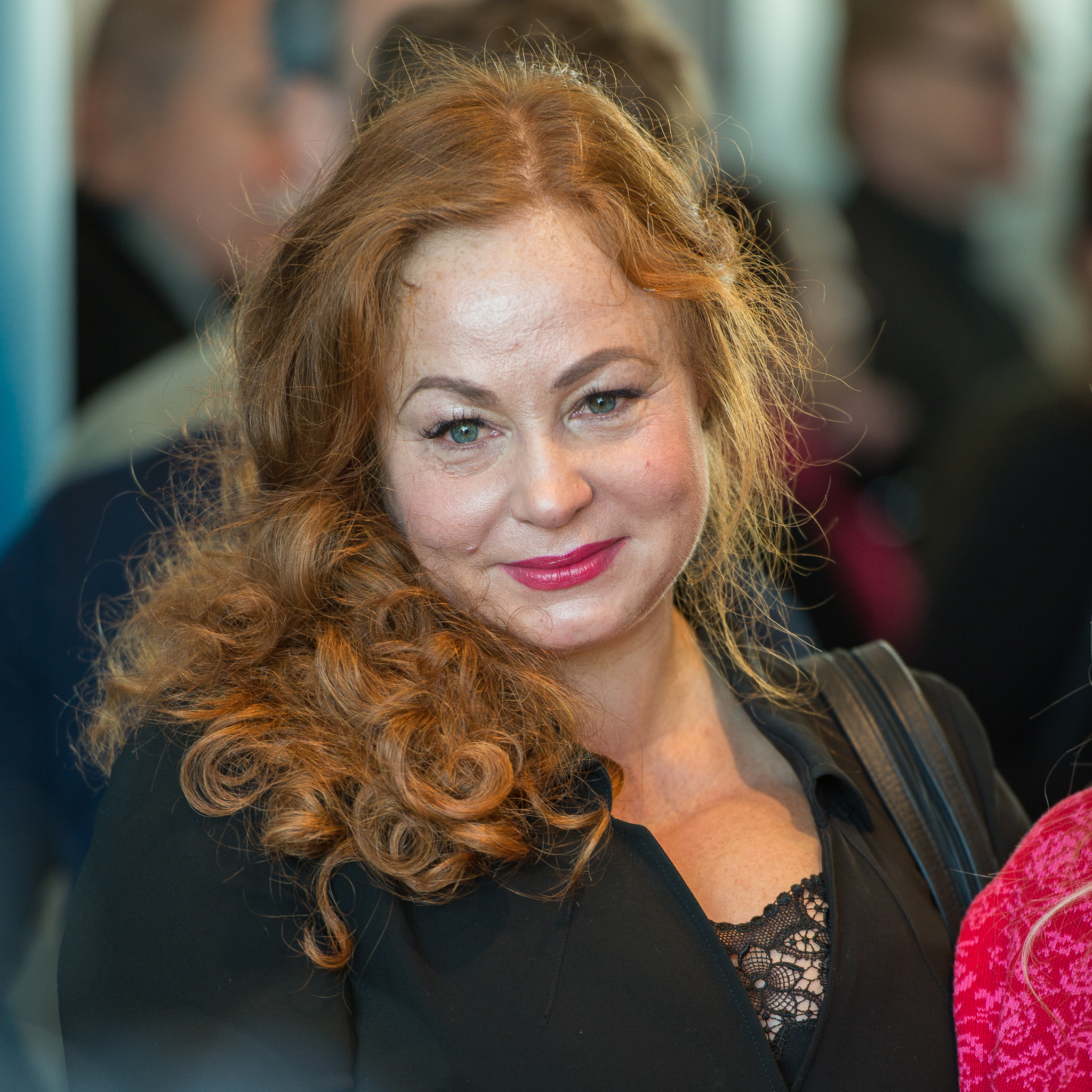
Petra Berndt (2017)

Petra Berndt (* 27. Januar 1965 in München) ist eine deutsche Schauspielerin.

## Leben
Petra Berndt absolvierte eine Schauspielausbildung, die sie 1991 mit der Bühnenreifeprüfung abschloss. Es folgten Theaterengagements am Stadttheater Ingolstadt und am Volkstheater München.
Ihr Filmdebüt gab Berndt 1990 in einer Nebenrolle in dem Kinofilm Das schreckliche Mädchen von Michael Verhoeven. Es folgten kleinere Rollen in Herr Ober! von Gerhard Polt und in der internationalen Koproduktion Salz auf unserer Haut unter der Regie von Andrew Birkin. Helmut Dietl holte Berndt für seinen Film Rossini – oder die mörderische Frage, wer mit wem schlief vor die Fernsehkamera. Eine kleine Rolle hatte Berndt auch in dem Kinofilm Marlene.
Ab Mitte der 1990er Jahre begann ihre Karriere auch im deutschen Fernsehen. Berndt übernahm mehrere durchgehende Serienrollen, wiederkehrende Episodenrollen und auch Gastrollen. Berndt war in durchgehenden und wiederkehrenden Serienrollen unter anderem in den Serien Solange es die Liebe gibt, als Sprechstundenhilfe Biggi in Dr. Schwarz und Dr. Martin, als Grundschullehrerin Gilda in Forsthaus Falkenau, als Vorzimmerdame Linda in Das Beste aus meinem Leben und als Hannelore Birkenstock in Ein Fall für B.A.R.Z. zu sehen.
Berndt wurde im deutschen Fernsehen mehrfach in Heimatfilmen und volkstümlichen Lustspielen mit bayerischem oder österreichischem Hintergrund eingesetzt, wo sie häufig auf den Rollentypus der sinnlich-erotischen, oft auch intriganten, jugendlichen Liebhaberin festgelegt war. 1998 spielte sie die Sefferl in Julian Roman Pölslers preisgekröntem Zweiteiler Der Schandfleck. In Jennerwein spielte sie die Kellnerin Rosl. 2005 wirkte sie in dem modernen Heimatfilm Willkommen daheim mit. 2005 war sie außerdem in einer Fernsehneuverfilmung des Romans Die Geierwally die intrigante Magd Veronika, die kurzzeitig zur Bäuerin und Hofbesitzerin aufsteigt. Weitere Rollen hatte sie in Unterhaltungs- und Familienfilmen der ARD und des ZDF.
Von Mitte Oktober 2013 bis Ende Januar 2014 übernahm sie eine Nebenrolle in der ARD-Telenovela Sturm der Liebe; sie verkörperte die Rolle der bayerischen Schauspielerin Magdalena Murnau.
Berndt wirkte auch in Dokumentarfilmen und Filmdokumentationen mit. Für den Bayerischen Rundfunk übernahm sie 2009 beispielsweise eine Rolle in dem semi-dokumentarischen Fernsehfilm Das deutsche Grundgesetz – Chiemseekonvent 1948.

## Filmografie (Auswahl)
- 1990: Das schreckliche Mädchen
- 1990: Regina auf den Stufen (Miniserie)
- 1991: Löwengrube (Fernsehserie)
- 1992: Herr Ober!
- 1992: Salz auf unserer Haut (Salt on Our Skin)
- 1992: Tatort: Kainsmale (Fernsehreihe)
- 1993: Liebe ist Privatsache (Fernsehserie)
- 1994–1996: Ärzte (Fernsehserie, 8 Folgen)
- 1995: Mutters Courage
- 1996: Solange es die Liebe gibt (Fernsehserie)
- 1997–2000: Forsthaus Falkenau (Fernsehserie, 11 Folgen)
- 1998: Rossini – oder die mörderische Frage, wer mit wem schlief
- 1998: Schlosshotel Orth – Biker (Fernsehserie)
- 1999: Der Schandfleck
- 2000: Marlene
- 2000: Balko (Fernsehserie; Folge: Der Chef sieht rot)
- 2002: Jennerwein
- 2002: Die Rosenheim-Cops (Fernsehserie; Folge: Blinde Liebe)
- 2002: Verlorenes Land
- 2003: Liebe zartbitter
- 2003: Mensch Mutter
- 2004: SK Kölsch (Fernsehserie; Folge: Partnertausch)
- 2005: Die Geierwally
- 2005: Mama und der Millionär (Fernsehfilm)
- 2005: Willkommen daheim
- 2005–2008: Ein Fall für B.A.R.Z. (Fernsehserie, 38 Folgen)
- 2006–2007: Das Beste aus meinem Leben (Fernsehserie, 7 Folgen)
- 2006: Das Weihnachts-Ekel
- 2006: Der Bulle von Tölz: Keiner kennt den Toten
- 2007: Das wilde Leben
- 2007: Der letzte Zeuge (Fernsehserie; Folge: Botschaft des Mörders)
- 2007: Grüß Gott, Herr Anwalt (Fernsehfilm)
- 2008: Patchwork
- 2008: Mein Gott, Anna! (Fernsehfilm)
- 2008: Hindernisse des Herzens (Fernsehfilm)
- 2009: Die Rosenheim-Cops (Fernsehserie; Folge: Mit Schwung in den Tod)
- 2009: Kreuzfahrt ins Glück (Fernsehserie; Folge: Hochzeitsreise nach Marrakesch)
- 2009: Tatort: Um jeden Preis (Fernsehreihe)
- 2009: Neues aus Büttenwarder (Fernsehserie)
- 2011: Heiter bis tödlich: Nordisch herb (Fernsehserie; Folge Katzenjammer)
- 2011: Der Kaiser von Schexing
- 2012: Heiter bis tödlich: München 7 (Fernsehserie; Folge Münchner Melodie)
- 2012: Heiter bis tödlich: Morden im Norden (Fernsehserie; Folge Das Horn von Lübeck)
- 2012: Heiter bis tödlich: Hubert und Staller (Fernsehserie; Folge: Ab in die Spielerhölle)
- 2013: Der Staatsanwalt (Fernsehserie; Folge: Kalter Tod)
- 2013: Der Minister
- 2013: Kommissarin Lucas – Lovergirl (Fernsehreihe)
- 2013–2014: Sturm der Liebe (Fernsehserie, 47 Folgen)
- 2014: Pfarrer Braun: Brauns Heimkehr (Fernsehfilm)
- 2014: Friesland – Mörderische Gezeiten (Fernsehreihe)
- 2014: Tatort: Freigang (Fernsehreihe)
- 2015: Der Lehrer (Fernsehserie; Folge: Ich glaub’, Du bist hier das Problemkind)
- 2016: Der Urbino-Krimi: Mord im Olivenhain
- 2016: Akte Ex (Fernsehserie; Folge: Abgesang)
- 2017: München Mord: Einer, der’s geschafft hat (Fernsehreihe)
- 2017, 2024: SOKO Donau (Fernsehserie; Folgen: Der Praktikant, Keine schöne Leiche)
- 2017; 2019: Hindafing (Fernsehserie)
- 2017: Um Himmels Willen (Fernsehserie, Folge: Drunter und Drüber)
- 2018, 2020: SOKO München (Fernsehserie; Folgen: Himmel, Herrgott, Sacramento, Cuba Liebe)
- 2018: Die Rosenheim-Cops (Fernsehserie; Folge: Da fehlt etwas)
- 2018: SOKO Köln (Fernsehserie; Folge: Rocky)
- 2019: Hubert ohne Staller (Fernsehserie; Folge: Jäger des verlorenen Hutes)
- 2019: Heldt (Fernsehserie; Folge: Keiner von uns)
- 2019: Toni, männlich, Hebamme – Daddy Blues (Fernsehreihe)
- 2020: Oktoberfest 1900 (Fernsehserie)
- 2021: Kanzlei Berger (Fernsehserie)
- 2021: Rosamunde Pilcher: Wie verhext (Fernsehreihe)
- 2021: Der Boandlkramer und die ewige Liebe
- 2021: Marie fängt Feuer – Coming Out (Fernsehreihe)
- 2021: Plan A
- 2021: Bekenntnisse des Hochstaplers Felix Krull
- 2021: Die Rosenheim-Cops (Fernsehserie; Folge: Bauer sucht Bauer)
- 2022: Watzmann ermittelt (Fernsehserie; Folge: Feuer unterm Dach)
- 2024: Polizeiruf 110: Funkensommer (Fernsehreihe)